# Земля Эндерби
Земля́ Э́ндерби (англ. Enderby Land) — часть территории Восточной Антарктиды, лежащая между 44°38' и 59°34' восточной долготы.

## География
На западе граничит с Землёй Королевы Мод, на востоке — с Землёй Кемпа. Омывается морем Космонавтов, которое отделяет от соседнего моря Содружества выступающий на 100 км широкий полуостров Вернадского с горами Нейпиер высотой до 2300 м.
Высота ледникового покрова в центральной части района достигает 2000—2500 м, мощность льда — 3000 м. Вдоль побережья имеются участки, свободные ото льда, в восточной части — значительные горные массивы.
Расположенные в пределах Земли Эндерби горы Коновалова (67°45′ ю.ш., 45°45′ в.д.) были нанесены на карту в 1967 году Советской Антарктической экспедицией и названы по фамилии советского географа, участника этой экспедиции Георгия Васильевича Коновалова (1931—1969).
Горы Красина (68°22′ ю.ш., 50°06′ в.д.) были нанесены на карту в 1962 году Советской Антарктической экспедицией и названы (не позже 1965 года) в честь ледокола «Красин».
Купол Ламыкина (67°30′ ю.ш., 46°45′ в.д., нанесён на карту в 1957 году Советской Антарктической экспедицией, название присвоено не позже 1959 года) назван по фамилии советского гидрографа капитана 1 ранга Сергея Максимовича Ламыкина (1900—1954).

## Освоение
Земля Эндерби была открыта в 1831 году британской промысловой экспедицией Джона Биско и названа в честь владельцев торгово-промысловой фирмы Samuel Enderby & Sons, финансировавшей экспедицию.
На описываемую территорию претендует Австралия, однако по Договору об Антарктике любые территориальные притязания в этой части света с 1961 года бессрочно заморожены.
На побережье Земли Эндерби расположена российская научная станция «Молодёжная», открытая в 1962 году.